# دامونومولا
دامونومولا (به لاتین: Damunumulla) یک منطقهٔ مسکونی در سری‌لانکا است که در استان مرکزی (سری‌لانکا) واقع شده‌است.